# Соколов, Роман Николаевич
Рома́н Никола́евич Соколо́в (род. 20 марта 1978, Куйбышев) — российский джазовый музыкант (саксофонист и флейтист).
Образование — Самарское музыкальное училище им. Д. Г. Шаталова по классу флейты (1997), Московский государственный институт культуры (эстрадно-джазовое отделение). Саксофон осваивал самостоятельно после переезда в Москву. Стажировался в США по программе «Открытый мир».
Играл в биг-бэнде под управлением Юрия Чугунова, в составах Алексея Кузнецова, Ивана Фармаковского, Григория Файна, Якова Окуня, Владимира Нестеренко, Алексея Беккера, Александра Машина и др. Входил в состав групп «Fusion Port» и «Funk You». В 2006 году вошёл в состав ансамбля «Каданс Миллениум» Германа Лукьянова. Участвовал в российских и украинских гастролях саксофонистов Петра Войташека (Польша) и Джерри Бергонци (США), пианиста Марка Соскина (США), тромбониста Фрэнка Лэйси (США), вокалисток Полетт МакУильямс и Деборы Картер (США). Входил в состав «Оркестра креольского танго» Андрея Макаревича.
Выступал на джазовых фестивалях в Киеве, Коктебеле, Москве, Санкт-Петербурге, Севастополе, Черкассах, на фестивале им. Лайонела Хэмптона (Москоу, штат Айдахо, США), «Imatra Big Band Festival» (Финляндия), «Muscat Festival» (Оман).
В дискографии — альбом «Чёрным по белому» (2008, с группой «Каданс Миллениум»).